# Jesús López de Dicastillo
Jesús López de Dicastillo Gorricho (Barbarin, Navarra, 28 de enero de 1951) —algunas veces el segundo apellido se presenta como Gorritxo utilizando el dígrafo tx, muy extendido en euskera— es un ingeniero, escritor, periodista y aventurero español conocido por haber recorrido más de 30.000 kilómetros en bicicleta por lo que se llamó «el camino de los conquistadores» en una ruta que inició en México y finalizó en Brasil, pasando por hasta 16 países distintos. Miembro de una familia de la hidalguía navarra, es descendiente de Mateo López de Dicastillo, alcalde de la Real Corte Mayor de Navarra a finales del siglo XVII.
También realizó otras rutas, como la ruta a píe a través de la cordillera de los Andes en las zonas peruana y boliviana para estudiar los ritos chamánicos.
En 1995 se asentó en Puerto Bermúdez (amazonia del Perú) y poco después fundó el Albergue Cultural Humboldt.
Fue el director y presentador durante un tiempo del programa producido por EiTB, Doctor Livingstone, supongo, un programa de aventuras de la televisión vasca. También se desempeñó como cronista de los periódicos La República, El Sol y Diario de Navarra. Llegó a ser redactor principal del diario peruano Ímpetu. Ha colaborado ocasionalmente en programas de radio y fue director de dos series de Ecuador y Perú: «Esplendor y miseria de los Hijos del Sol» y «Apocalipsis Amazonia».
Ha escrito tres libros sobre sus aventuras: Sudamérica : Crónica de un viaje en bicicleta (Laser. 1985), Los Andes. Crónica Mágica de Perú y Bolivia (Laser. 1986) y Ayahuasca, la soga de la muerte. Relatos de la Amazonía (Autoeditado. 1992). Este último siendo una recopilación de lo aprendido sobre los ritos chamánicos amazónicos, y considerado uno de los primeros libros escritos sobre el tema en español.

## Obras
- López de Dicastillo Gorricho, Jesús (1985). Sudamérica: Crónica de un viaje en bicicleta. Pamplona, España: Laser. ISBN 978-84-86136-10-9.
- — (1986). Los Andes: Crónica mágica de Perú y Bolivia. Pamplona, España: Laser. ISBN 978-84-86136-11-6.
- — (1992). Ayahuasca, la soga de la muerte. Autoeditado. ISBN 978-84-604-2340-9.